# Districte de Chibuto
El Districte de Chibuto és un districte de Moçambic, situat a la província de Gaza. Té una superfície 5.878 kilòmetres quadrats. En 2015 comptava amb una població de 191.682 habitants. Limita al nord amb el districte de Chigubo, a l'est amb el districte de Manjacaze i amb el districte de Panda de la província d'Inhambane, a sud amb els districtes de Xai-Xai, Bilene Macia i Chokwé, i a l'oest amb el districte de Guijá.

## Divisió administrativa
El districte està dividit en sis postos administrativos (Alto Changane, Chaimite, Changanine, Chibuto, Godide i Malehice), compostos per les següents localitats:
- Posto Administrativo d'Alto Changane:
  - Alto Changane
  - Funguane
  - Maqueze
- Posto Administrativo de Chaimite:
  - Chaimite
  - Mucotuene
  - Tlhatlene
- Posto Administrativo de Changanine:
  - Changanine
  - Hate-Hate
- Posto Administrativo de Chibuto:
  - Cidade de Chibuto
  - Canhavane
  - Chikhakhate
- Posto Administrativo de Godide:
  - Chipadje
  - Godide
- Posto Administrativo de Malehice:
  - Banbane
  - Koca Missava
  - Maivene
  - Malehice
  - Mangume
  - Muxaxane